# Distretto di Buachet
Il distretto di Buachet (in thailandese: บัวเชด) è un distretto (amphoe) della Thailandia, situato nella provincia di Surin.